# Calvin Ramsay
Calvin William Ramsay (ur. 31 lipca 2003 w Aberdeen) – szkocki piłkarz, występujący na pozycji obrońcy w angielskim klubie Liverpool oraz w reprezentacji Szkocji. Wychowanek Aberdeen.